# Quatrième circonscription de la préfecture de Chiba
La quatrième circonscription de la préfecture de Chiba (千葉県第4区, Chiba-ken dai-yon-ku) est l'une des quatorze circonscriptions législatives que compte la préfecture de Chiba au Japon.

## Description géographique
Entre 1994 et 2013, la quatrième circonscription de la préfecture de Chiba correspondait à la ville de Funabashi.
Entre 2013 et 2022, elle couvrait une partie de la ville de Funabashi.
Depuis 2022, elle comprend une partie des villes d'Ichikawa et Funabashi,.

## Députés
| Législature | Début de mandat | Fin de mandat | Député élu             | Parti politique | Parti politique |
| ----------- | --------------- | ------------- | ---------------------- | --------------- | --------------- |
| 41e         | 1996            | 2000          | Shōichi Tanaka (ja)    |                 | PLD             |
| 42e         | 2000            | 2003          | Yoshihiko Noda         |                 | PDJ             |
| 43e         | 2003            | 2005          | Yoshihiko Noda         |                 | PDJ             |
| 44e         | 2005            | 2009          | Yoshihiko Noda         |                 | PDJ             |
| 45e         | 2009            | 2012          | Yoshihiko Noda         |                 | PDJ             |
| 46e         | 2012            | 2014          | Yoshihiko Noda         |                 | PDJ             |
| 47e         | 2014            | 2017          | Yoshihiko Noda         |                 | PDJ             |
| 48e         | 2017            | 2021          | Yoshihiko Noda         |                 | SE              |
| 49e         | 2021            | 2024          | Yoshihiko Noda         |                 | PDC             |
| 50e         | 2024            | -             | Hideyuki Mizunuma (ja) |                 | PDC             |